# Вальчак (річка)
Вальчак — річка в Україні у Тернопільському районі Тернопільської області. Права притока річки Самець (басейн Дністра).

## Опис
Довжина річки 11 км, похил річки 4,5 м/км, площа басейну водозбору 72,7 км², найкоротша відстань між витоком і гирлом — 8,63 км, коефіцієнт звивистості річки — 1,27. Формується декількома струмками та загатами.

## Розташування
Бере початок на північно-східній стороні від села Полупанівка. Тече переважно на північний схід через села Хмелиська, Кам'янки, Росохуватець і впадає в річку Самець, праву притоку Збруча.

## Цікаві факти
- У селі Кам'янки річку перетинає автошлях М12[2] (колишній автомобільний шлях міжнародного значення на території України, Стрий — Тернопіль — Кропивницький — Знам'янка. Проходить територією Львівської, Івано-Франківської, Тернопільської, Хмельницької, Вінницької, Черкаської та Кіровоградської областей. Збігається з частиною європейського маршруту E50 (Брест — Париж — Прага — Ужгород — Кропивницький — Донецьк — Ростов — Махачкала).).
- На річці існують газгольдер та зазова свердловина[3].